# Thomas Keightley
Pour les articles homonymes, voir Keightley.
Thomas Keightley, né le 17 octobre 1789 à Dublin et mort le 4 novembre 1872 à Belvedere, est un historien formé au Trinity College de Dublin. Il a beaucoup travaillé sur la mythologie et le folklore (et à la suite d'une demande du Dr Thomas Arnold sur le rugby). Il a notamment écrit une série de livres sur les mythes et légendes grecs et anglais. Son History of Greece a été traduite en grec moderne. 
Parmi ses autres ouvrages, on peut noter Fairy Mythology (1850, 1870), The World Guide to Gnomes, Fairies, Elves, and Other Little People et Mythology of Ancient Greece and Italy, ainsi qu'un travail sur les contes populaires Popular Tales et la manière dont ils se transmettent d'un pays à un autre.